# Domen Prevc
Domen Prevc (Kranj, 4. lipnja 1999.), slovenski je skijaš skakač

## Kariera
Dolazi iz velike obitelji i najmađi je od petero djece. Starija braća Cene i Peter također se natječu u svjetskom kupu (Peter aktualni svjetski prvak). Osim njih ima dvije mlađe sestre. Nika Prevc jedna je od najuspješnijih žena u skijaškim skokovima. Član je SK Triglav Kranj.
Dana 25. studenoga 2016. godine pobijedio je na velikoj skakaonici u finskoj Ruki. Pobjedi je pomoglo što je stariji brat Peter, vodeći nakon prve serije, pao prilikom doskoka u drugoj seriji i izgubio bodove.
Na Svjetskom juniorskom prvenstvu u skijaškim skokovima 2016. u Râșnovu osvojio je zlato u konkurenciji mješovitih ekipa u postavi Ema Klinec, Nika Križnar, Domen Prevc i Bor Pavlovčič te srebro u pojedinačnoj konkurenciji, ostavši iza Nijemca Davida Siegela.

## Vanjske poveznice
- Domen Prevc, Međunarodna skijaška federacija
- Službene stranice